# Daishawn Redan
Daishawn Orpheo Marvin Redan (Ámsterdam, 2 de febrero de 2001), más conocido como Daishawn Redan, es un futbolista neerlandés que juega de delantero en el K Beerschot VA de la Primera División de Bélgica.

## Trayectoria
Redan comenzó su carrera deportiva en el Hertha Berlín, equipo con el que debutó como profesional en la Bundesliga el 25 de agosto de 2019, en un partido frente al VfL Wolfsburgo, que terminó con derrota por 0-3.
En enero de 2020 salió cedido al F. C. Groningen de la Eredivisie, y en agosto de 2021 volvió a salir cedido rumbo a esta competición, después de recalar en el PEC Zwolle. Al año siguiente acumuló un nuevo préstamo en el F. C. Utrecht después de haber renovado su contrato con el equipo berlinés. Esta última cesión terminó a mitad de temporada y fue traspasado al Venezia F. C. Jugó con el equipo sub-19 y en julio de 2023 fue prestado a la U. S. Triestina Calcio. Tras esta cesión se marchó a la U. S. Avellino 1912 con la que firmó por cuatro años, aunque el primero de ellos lo terminó a préstamo en el K Beerschot VA.

## Selección nacional
Redan fue internacional sub-16, sub-17, sub-19 y sub-21 con la selección de fútbol de Países Bajos.
Con la selección sub-16 hizo 10 goles en 12 encuentros, mientras que con la sub-17 marcó 20 goles en 25 partidos, proclamándose campeón con Países Bajos del Campeonato Europeo Sub-17 de la UEFA 2018.

## Clubes
| Club                            | País         | Año       |
| ------------------------------- | ------------ | --------- |
| Hertha Berlín                   | Alemania     | 2019-2023 |
| F. C. Groningen (cedido)        | Países Bajos | 2020      |
| PEC Zwolle (cedido)             | Países Bajos | 2021-2022 |
| F. C. Utrecht (cedido)          | Países Bajos | 2022-2023 |
| Venezia F. C.                   | Italia       | 2023-2024 |
| U. S. Triestina Calcio (cedido) | Italia       | 2023-2024 |
| U. S. Avellino 1912             | Italia       | 2024-     |
| K Beerschot VA (cedido)         | Bélgica      | 2025-     |

## Palmarés

### Títulos internacionales
| Título         | Club (*)                         | Sede       | Año  |
| -------------- | -------------------------------- | ---------- | ---- |
| Europeo sub-17 | Selección sub-17 de Países Bajos | Inglaterra | 2018 |

(*) Incluyendo la selección.